# Walter Schumann (Mechaniker)

Walter Schumann (ca. 1970)

Walter Schumann (* 27. April 1927 in Dresden; † 19. September 2014 in Zürich; heimatberechtigt ebendort) war ein Schweizer Physiker und Professor für Mechanik an der ETH Zürich.

## Leben
Walter Schumann kam im Jahr 1947 als Student an die Abteilung Mathematik und Physik der ETH Zürich und erhielt 1951 dort das Diplom in Mathematik. Er arbeitete danach als Assistent für technische Mechanik in französischer Sprache an der ETH Zürich und als Assistent am Laboratorium für Photoelastizität, wo er auch seine Promotion von 1952 bis 1955 schrieb. Danach ging er als Research Associate an die Brown University in New York, bevor er 1957 als Lehrbeauftragter und Assistent an die ETH Zürich zurückkehrte und zwei Jahre später auf dem Gebiet der Mechanik habilitierte. 1961 wählte der Bundesrat ihn zum Assistenzprofessor für Mechanik der ETH Zürich und fünf Jahre später zum ordentlichen Professor für Mechanik in französischer Sprache.

## Forschung
Schon in den 1970er-Jahren und bis zu seiner Emeritierung im Jahre 1994 forschte Schumann innerhalb der Optik auf den Gebieten Holographie und Interferometrie und verfasste zahlreiche Arbeiten auf diesen Gebieten. Nach dem Jahr 2000 verfasste er diverse Beiträge zum Thema Gravitationstheorie. Auch über seinen Rücktritt als Professor hinaus blieb er ausserordentlich aktiv, was sich in zahlreichen Beiträgen an wissenschaftlichen Symposien niederschlug. Er betätigte sich zudem als leidenschaftlicher und unermüdlicher Berggänger.

## Publikationen (Auswahl)
- Theoretische und experimentelle Untersuchungen über das de Saint-Venantsche Prinzip, speziell mit Anwendung auf die Plattentheorie. ETH Diss. Nr. 2420, 1955, doi:10.3929/ethz-a-000097124.
- Über die experimentelle Bestimmung dreidimensionaler Spannungszustände. ETH Habilitationsschrift, 1959.
- mit Jean-Pierre Zürcher, Denis Cuche: Holography and deformation analysis. Springer, Berlin 1985, ISBN 3-540-13531-6.